# Екософія
Екософія, або екофілософія — неологізм, що позначають новий напрям філософської думки, буквально: «екологічна філософія». Під екософією звичайно розуміють ряд концепцій норвезького і французького філософів Арне Несса і  Фелікса Гваттарі.

## Визначення поняття
Термін був вперше використаний норвезьким філософом Арне Нессом в 1973 р. Він був основоположним в його  глибинній філософії, і синонімом «екологічної мудрості».
Сам Несс визначав екософію як:

Під екософією я розумію філософію екологічної гармонії або балансу. Як і будь-яка «софія», вона містить норми, правила, постулати, пріоритети і гіпотези, що стосуються стану справ у Всесвіті. Напрямки інтересів екософіі варіативні, і включають не тільки факти забруднення, ресурси, населення і т. д., але і ціннісні пріоритети.

## Філософи дикої природи
Філософи дикої природи — мислителі, які розробляють питання високої оцінки цінностей дикої природи, до яких в першу чергу відноситься свобода, автономність дикої природи і її права, а також мотивацій захисту дикої природи. Першість у філософії дикої природи належить американським мислителям — Генрі Торо,  Ральфу Емерсону, Холмсу Ролстону-3, Джеку Тернеру, Олдо Леопольду.

### Внесок у захист дикої природи
Ідеологія охорони дикої природи, розроблена американськими екофілософами Р. Емерсоном і Г. Торо, сприяла розвитку в США природоохоронного руху і створенню перших американських національних парків. У 1964 р. вона отримала законодавче оформлення у вигляді Закону США «Про дику природу».

## Ресурси Інтернету
- Дьяков А. В. Фелікс Гваттарі: Шизоаналіз і створення суб'єктивності [Архівовано 21 лютого 2014 у Wayback Machine.]. — Курськ: Вид-во Курськ. держ. ун-ту, 2006. — 246 с.
- Екософія — будинок мудрості. [Архівовано 10 травня 2012 у Wayback Machine.]
- Ecophilosophy, Ecosophy and the Deep Ecology Movement: An Overview by Alan Drengson [Архівовано 26 серпня 2013 у Wayback Machine.] Ecospherics.net. Accessed 2005-08-14.
- Transversalising the Ecological Turn: Four Components of Felix Guattari's Ecosophical Perspective by John Tinnell [Архівовано 12 жовтня 2021 у Wayback Machine.] Fibreculturejournal.org. Accessed 2012-02-04.
- The Trumpeter [Архівовано 30 вересня 2013 у Wayback Machine.], A Journal of Ecosophy.